# Nupcialidad
La nupcialidad se refiere al matrimonio como un fenómeno, incluyendo su cuantificación, las características de las personas unidas en matrimonio y la disolución de esas uniones, mediante el divorcio, la separación, la viudez y la anulación.
En la cuantificación de la nupcialidad, un punto muy importante es la tasa de nupcialidad, que también se denomina tasa bruta de nupcialidad. Es el número de matrimonios por mil personas en un año determinado. Esta tasa se calcula utilizando el número de matrimonios, no el número de personas que se casan, e incluye tanto las primeras como las segundas nupcias.
Si bien la nupcialidad es un indicador demográfico, su estudio abarca diferentes disciplinas, como la historia, la sociología, la psicología, entre otras.  Esto se debe a que existen nuevas formas de unión gracias al incremento de la esperanza de vida y la disminución de la mortalidad, además, estos nuevos arreglos tienen efectos que no se han considerado y están listos para ser estudiados, tales como la disolución de uniones, en el mejor de los casos las nuevas nupcias o bien, los nuevos arreglos familiares que distan de los tradicionales y por lo tanto requieren una nueva aproximación tanto para su estudio, como para su medición.